# 5616 Vogtland
Az 5616 Vogtland (ideiglenes jelöléssel 1987 ST10) a Naprendszer kisbolygóövében található aszteroida. Freimut Börngen fedezte fel 1987. szeptember 29-én.